# Niebla procera
Niebla procera är en lavart som beskrevs av Rundel & Bowler. Niebla procera ingår i släktet Niebla och familjen Ramalinaceae.   Inga underarter finns listade i Catalogue of Life.